# Heinrich (Nassau-Siegen)

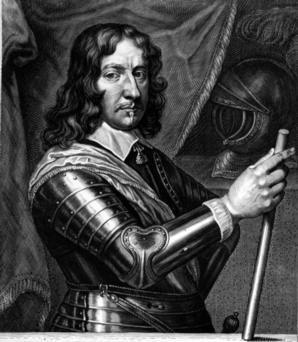
Graf Heinrich von Nassau-Siegen

Heinrich Graf von Nassau-Siegen (* 9. August 1611 im Oberen Schloss in Siegen; † 7. November 1652 in Hulst) war ein niederländischer Oberst und Diplomat und seit der Belagerung von Hulst 1645 Gouverneur von Hulst.

## Leben
Heinrich war ein Sohn von Johann VII. von Nassau-Siegen und Prinzessin Margarete von Schleswig-Holstein-Sonderburg; er hatte 12 Geschwister sowie 12 Stiefgeschwister aus der ersten Ehe seines Vaters mit Magdalena von Waldeck.
Zur standesgemäßen Erziehung wurde er an den ebenfalls calvinistischen kurpfälzischen Hof in Heidelberg geschickt, mit dem er nach der Thronbesteigung des Kurfürsten als Winterkönig 1619 nach Prag übersiedelte. Im Gefolge des Winterkönigs flüchtete er 1620 nach Den Haag und besuchte dann mit dessen ältestem Sohn Heinrich Friedrich von der Pfalz die Universität Leiden. 1632 wurde er Kapitän einer Kompanie der Staaten-Armee der Vereinigten Niederlande. 1636 wurde er Oberstleutnant und 1647 Oberst des Holländischen Regiments. Im Juni/Juli 1641 kämpfte er im Zuge des Achtzigjährigen Krieges bei der Belagerung der Festung Genneperhuis und 1641 bei Nimwegen. 1645 wurde er Gouverneur von Hulst, wo er 1652 starb.
Die Republik setzte Heinrich wiederholt auch als Diplomat ein, so überbrachte er 1638 in Paris die Glückwünsche der Generalstaaten anlässlich der Geburt des Dauphins und späteren Königs Ludwig XIV. 1643 unternahm er eine Reise nach Skandinavien und weiter über Danzig und Warschau nach Wien. Auf einer weiteren Reise nach Dänemark 1649, auf der ihn der Wissenschaftler Christiaan Huygens als Schreiber begleitete, erhielt er den Elefantenorden und Königin Sophie Amalie übernahm die Patenschaft für seine 1650 geborene gleichnamige Tochter.

## Ehe und Kinder
Heinrich heiratete am 29. April 1646 auf Kasteel Wisch in Terborg die Gräfin Elisabeth von Limburg-Stirum, Gräfin von Limburg und Bronckhorst, in Wisch, Lichtenfoorde und Wildenburg. Aus der Ehe gingen die Kinder hervor:
- Ernestine von Nassau-Siegen (1647–1652)
- Wilhelm Moritz Prinz von Nassau-Siegen (1649–1691), späterer Fürst von Nassau-Siegen
- Sophie Amalie Prinzessin von Nassau-Siegen (1650–1688) ⚭ am 5. Oktober 1675 Friedrich II. Kasimir von Kurland
- Friedrich Heinrich Prinz von Nassau-Siegen (1651–1676)